# Моника Ертл
Моника Ертл (на немски: Monika Ertl, 1937, Мюнхен, Трети райх – 12 май 1973, Ел Алто, Боливия) е боливийска революционерка от немски произход. Дъщеря на оператора и режисьор Ханс Ертл.

## Биография
Моника Ертл е родена в Мюнхен през 1937 г. След Втората световна война баща ѝ, бивш „военен кореспондент“ в служба на нацистката пропаганда, емигрира в Боливия, където продължава да снима и става фермер. През 1953 г. семейството му се премества при Ханс Ертл. През 1969 г. Моника Ертл се омъжва, но скоро прекъсва всички връзки с боливийския елит и се присъединява към партизаните в Националната освободителна армия, останките от бунтовниците на Че Гевара. Тя започва връзка с Инти Передо, който скоро е убит в битка.
В Германия тя става известна като „отмъстителят на Че Гевара“ след убийството през 1971 г. на полковник Роберто Кинтанила Перейра, който по това време е бил консул в Хамбург. Той е замесен в убийството на Че Гевара и смъртта на Инти Передо. На мястото на инцидента е оставена бележка със слогана на ANO „Победа или смърт“.
На 12 май 1973 г. Моника Ертл попада в засада в Ла Пас и е убита от агенти на боливийското разузнаване. През това време тя участва в реорганизацията на Националната освободителна армия. Според Реджис Дебре, Моника Ертл също е подготвяла отвличането на стар познат на баща си, шефът на лионското Гестапо и нацисткия военнопрестъпник Клаус Барби (след войната той бяга в Боливия, където съветва местните сили за сигурност)  и след това за транспортиране на последния до Чили и по-нататък – за съдене от френското правосъдие.